# Evangelho de Henrique, o Leão

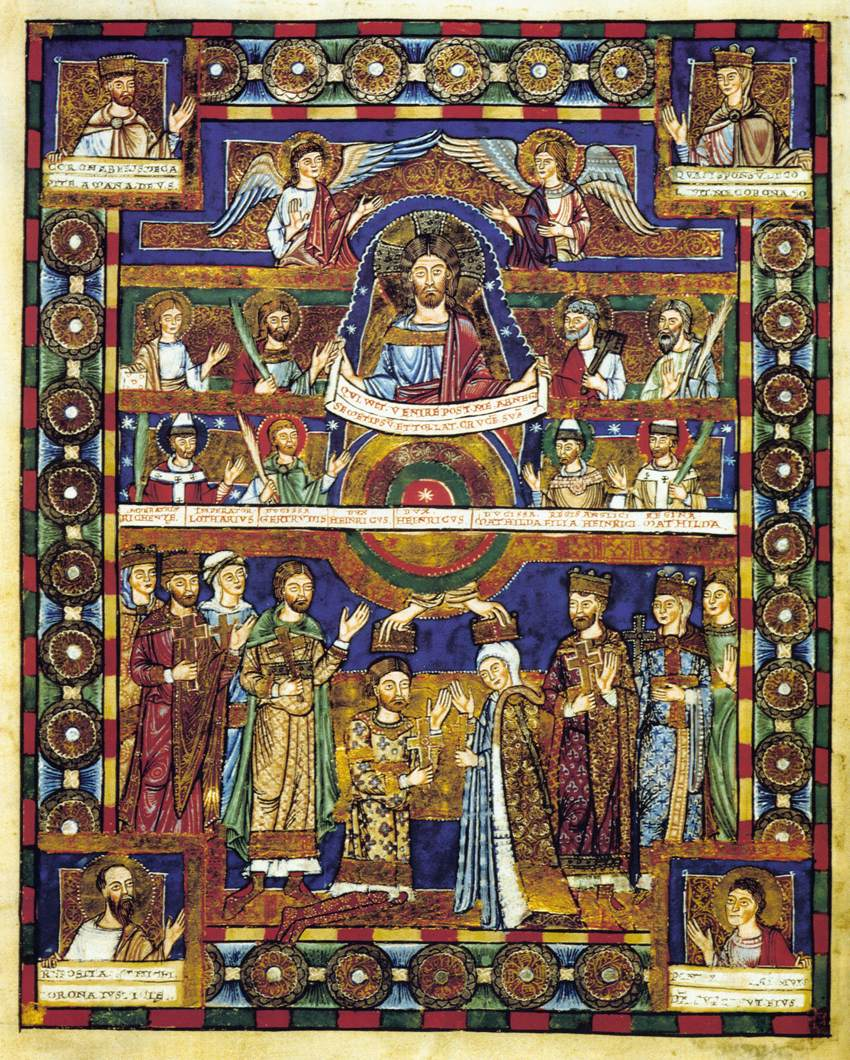
Pintura no Evangelho de Henrique, o Leão

O Evangelho de Henrique, O Leão é um livro e foi planejado por Henrique, o Leão, Duque da Saxônia, para o altar da Virgem Maria na Abadia de St. Blaise, em Brunsvique, na Alemanha. É considerado uma obra-prima das iluminuras romanescas do século XII. O exemplar foi manuscrito, contendo duzentas e sessenta e seis páginas com os quatro evangelhos, sendo que cinquenta destas páginas são inteiramente dedicadas a iluminuras. O livro foi vendido em um leilão, em Londres, por 8.140.000 libras esterlinas.
Hoje, o livro se encontra na Alemanha, na Biblioteca Herzog August, e por questões de segurança é exposto ao público apenas uma vez a cada dois anos.